# Gamescom

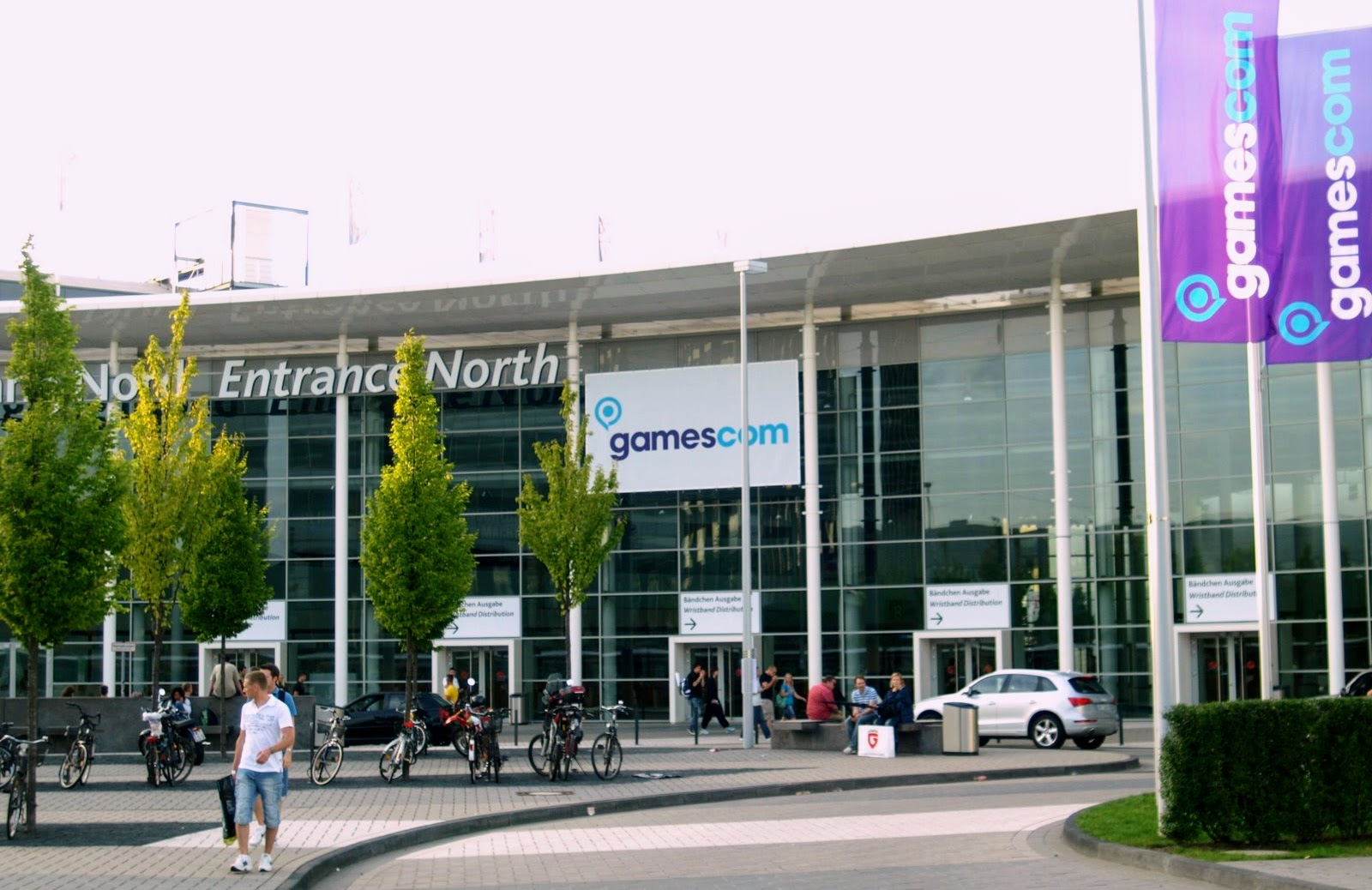
Norr ingången, Koelnmesse (Gamescom 2019)

Gamescom är en årligen återkommande datorspelsmässa som arrangeras på Koelnmesse i Köln, första gången arrangerad 19-23 augusti 2009. Mässan arrangeras av Bundesverband Interaktive Unterhaltungssoftware - den tyska motsvarigheten till svenska Datorspelsbranschen. 
Under Gamescom visar många datorspelsutvecklare och utgivare upp kommande spel och hårdvara.
Gamescom är världens största datorspelsevent och hade 345 000 besökare, över 5 000 journalister och 877 utställare från 54 olika länder under 2016, mässans åttonde år.